# Supernova (Within Temptation)
Supernova è il ventiseiesimo singolo del gruppo symphonic metal olandese Within Temptation, pubblicato il 5 febbraio 2019 ed estratto dal sesto album in studio, Resist.

## Descrizione
L'argomento principale del brano riguarda il conflitto interno che si sviluppa in seguito alla morte di una persona cara. Nell'intervista la frontwoman e co-autrice Sharon den Adel ha sostenuto infatti che "ci si aspetta un grande segnale dall'aldilà, un'esplosione o qualsiasi cosa che ti dica: "Sì sta bene". Lei stessa ha affermato di aver tratto ispirazione dalla morte di suo padre, avvenuta nel 2018.
'cause I'm not over it, not over it

I'm waiting for your last goodbye

the kiss of time»
perché ancora non l'ho superato, non l'ho superato

Sto aspettando il tuo ultimo addio

il bacio del tempo»

## Video musicale
Il video musicale, pubblicato su YouTube il 6 febbraio 2019, è stato diretto da Set Vexy con gli effetti speciali di Wesley Versteeg.
Nel video viene mostrato il gruppo mentre esegue il brano in un panorama post-apocalittico, probabilmente su un pianeta deserto o un asteroide orbitante intorno ad una stella giunta al termine della sua vita, una supernova per l'appunto.

## Tracce
Testi e musiche di Sharon den Adel, Robert Westerholt, Daniel Gibson e William Knox.
1. Supernova – 5:36